# Valentyne Suite
Valentyne Suite is het tweede studioalbum van Colosseum.
Colosseum ging met haar tweede album verder in de ingeslagen weg. Ze bouwden hun basis opgedaan in de Graham Bond Organisation verder uit. Een combinatie van psychedelische rock, progressieve rock, blues en jazzrock was het resultaat.  Litherlands stem is alleen op kant 1 te horen.

## Musici
- James Litherland – zang, gitaren
- Tony Reeves – basgitaar
- Dave Greenslade – toetsinstrumenten waaronder het hammondorgel, vibrafoon, achtergrondzang (The machine)
- Dick Heckstall-Smith – saxofoons, dwarsfluit (The machine)
- Jon Hiseman – drumstel en een machine (The machine)

Met
- Neil Ardley - dirigent op Butty’s Blues, strijkarrangement Elegy (National Jazz Orchestra, waar Hiseman ooit begon)

## Muziek
| Nr. | Titel                                                                              | Duur |
| --- | ---------------------------------------------------------------------------------- | ---- |
| 1.  | The kettle (Heckstall-Smith, Hiseman)                                              | 4:25 |
| 2.  | Elegy (Litherland)                                                                 | 3:10 |
| 3.  | Butty’s Blues (Litherland)                                                         | 6:44 |
| 4.  | The machine demands a sacrifice (Litherland, Heckstall-Smith, Pete Brown, Hiseman) | 3:35 |

| Nr. | Titel                                                                                   | Duur |
| --- | --------------------------------------------------------------------------------------- | ---- |
| 1.  | Valentyne Suite: Theme one: January’s search (Heckstall-Smith, Hiseman, Greenslade)     | 6:20 |
| 2.  | Valentyne Suite: Theme two: February’s Valentyne (Heckstall-Smith, Hiseman, Greenslade) | 3:37 |
| 3.  | Valentyne Suite: The grass is always greener (Heckstall-Smith, Hiseman, Greenslade)     | 6:52 |

The kettle kent vermoedelijk de verkeerde credits. Reeves gaf in 2003 aan dat Litherman de schrijver was. Valentyne Suite vertoont gelijkenis met een liefde (ontmoeting, blijdschap en verval). Het wordt wel omschreven als jazzdiscipline met klassieke structuur. In de suite is Greenslade op dreef op het hammondorgel; het geluid zou uitkristalliseren in zijn eigen band. De band was zelf wel gecharmeerd van de suite; bij de reünieconcerten in de 21e eeuw, kwam het vanzelf op de setlist te staan. Oorspronkelijk had het nog een deel 4, Beware the ides of march, maar dat werd al meegeperst op het debuutalbum.

## Nasleep
Alhoewel sommigen dit zien als het beste album van Colosseum waren en zijn recensenten niet altijd positief. Het Vrije Volk noteerde in 1970 “pretentieus gepingel”, ongeveer gelijk aan Chapter Three van Manfred Mann. Daartegenover stond dat in dezelfde periode Led Zeppelin II gerecenseerd moest worden ("Wij zijn er weg van"). Het hielp ook al niet mee dat Philips Records voor dit soort muziek net een duur platenlabel had opgericht: Vertigo Records. Valentyne Suite droeg catalogusnummer VO, Manfred Mann VO3. Het Algemeen Handelsblad was positiever; beter blaaswerk en de suite is “mooie muziek”. De Tijd meldde dat aan het album duidelijk te horen was, dat de leider van de band slagwerker was, de ritmesectie was prominent aanwezig. Ze wees ook de bluesachtige zang. Het Parool vond het een positieve uitschieter ten opzichte van de overige albums in dit marktsegment en benadrukte de vooruitgang van de band; het loslaten van “clichématige muziek” (van hun eersteling). Desalniettemin had men meer belangstelling voor het debuutalbum van Renaissance.
Alhoewel Het Vrije Volk de muziek pretentieus vond, wijdde het wel een artikel aan de bands optreden tijdens Piknik van de Vpro. Algemeen probleem bij recensies was dat de band weinig losliet over haar albums; de muziek moest voor zichzelf spreken. In 1970 lichtte Heckstall-Smith toe dat ze zelf hun muziek niet wilden indelen; hij omschreef het als Colosseummuziek. OOR's Pop-encyclopedie (versie 1979) schrijft niets over het album, anders dan jazzrockachtige muziek.
Afgaand op de notering in de Britse albumlijsten werd Valentyne Suite het best verkochte album. Het stond negen weken (langste notering van Colosseum) in de lijst met een piek op 15 (hoogste notering van Colosseum).
Litherland kwam erachter dat hij minder verdiende dan de overige leden van de band en stapte op. Vervanger werd tussenpaus Dave Clempson. Met hem werd een tweede album voor de Amerikaanse markt opgenomen en samengesteld. 
Valentyne Suite werd regelmatig opnieuw uitgegeven.